# Archaeotinodes armatus
Archaeotinodes armatus is een fossiele soort schietmot uit de familie Ecnomidae.